# فلمنج
فلمنج، هو حي من أحياء مدينة الإسكندرية بمصر.

## المعالم
من معالمه:
- معهد التربية الرياضية للبنات.
- مسجد القباني.
- مستشفى مبرة محمد علي.
- مقر النيابة العسكرية.
- مسجد (أحمد سالم) الصيني.
- كنيسة مار جرجس.
- مدرسة نوتردام دي سيون.
- دير راهبات الرحمة.

ويمتد هذا الحي على عدة طرق منها شارع أبي قير وشارع مصطفى كامل بالإضافة إلى شارع الفتح (طريق الترام). ويرجع تسمية هذا الحي إلى الكسندر فلمنج مكتشف البنسلين.